# Campeonato Juvenil de la AFC de 2008
El Campeonato Sub-19 de la AFC de 2008 fue un torneo de fútbol para jugadores menores de 19 años, con sede en Arabia Saudita entre el 31 de octubre y el 14 de noviembre. Los partidos se jugaron en Dammam y Khobar.
El torneo organizado por la Confederación Asiática de Fútbol, es clasificatorio para la Copa Mundial de Fútbol Sub-20 de 2009 a realizarse en Egipto, entregando cuatro cupos para el Mundial.

## Resultados

### Primera fase

#### Grupo A
| Equipo         | Pts | PJ | PG | PE | PP | GF | GC | Dif |
| -------------- | --- | -- | -- | -- | -- | -- | -- | --- |
| Japón          | 7   | 3  | 2  | 1  | 0  | 10 | 3  | +7  |
| Arabia Saudita | 7   | 3  | 2  | 1  | 0  | 7  | 3  | +4  |
| Irán           | 3   | 3  | 1  | 0  | 2  | 5  | 6  | -1  |
| Yemen          | 0   | 3  | 0  | 0  | 3  | 1  | 11 | -10 |

| 31 de octubre de 2008 | Japón                                                    | 5 – 0   | Yemen | Prince Mohamed bin Fahd Stadium, Dammam                       |                                                               |
|                       | Mizunuma 12' 53' · Nagai 32' · Yamamoto 52' · Suzuki 55' | Reporte |       | Asistencia: 5,000 espectadores Árbitro(s): Tayeb Shamsuzzaman | Asistencia: 5,000 espectadores Árbitro(s): Tayeb Shamsuzzaman |

| 31 de octubre de 2008 | Arabia Saudita                    | 2 – 1   | Irán               | Prince Mohamed bin Fahd Stadium, Dammam                 |                                                         |
|                       | Abusabaan 9' (pen.) · Al-Abid 87' | Reporte | Hajsafi 35' (pen.) | Asistencia: 8,000 espectadores Árbitro(s): Ben Williams | Asistencia: 8,000 espectadores Árbitro(s): Ben Williams |

| 2 de noviembre de 2008 | Yemen     | 1 – 4   | Arabia Saudita                             | Prince Mohamed bin Fahd Stadium, Dammam                       |                                                               |
|                        | Mousa 31' | Reporte | Al Abed 11' · Jezawi 47' 85' · Khudari 83' | Asistencia: 6,000 espectadores Árbitro(s): Valentin Kovalenko | Asistencia: 6,000 espectadores Árbitro(s): Valentin Kovalenko |

| 2 de noviembre de 2008 | Irán                      | 2 – 4   | Japón                          | Prince Mohamed bin Fahd Stadium, Dammam                       |                                                               |
|                        | Hajsafi 20' · Mousavi 26' | Reporte | Miyazawa 1' · Nagai 7' 33' 77' | Asistencia: 1,000 espectadores Árbitro(s): Fareed Ali Mohamed | Asistencia: 1,000 espectadores Árbitro(s): Fareed Ali Mohamed |

| 4 de noviembre de 2008 | Japón        | 1 – 1   | Arabia Saudita | Prince Mohamed bin Fahd Stadium, Dammam            |                                                    |
|                        | Mizunuma 65' | Reporte | Al-Qarni 57'   | Asistencia: 7,000 espectadores Árbitro(s): Tan Hai | Asistencia: 7,000 espectadores Árbitro(s): Tan Hai |

| 4 de noviembre de 2008 | Irán                              | 2 – 0   | Yemen | Prince Saud bin Jalawi Stadium, Khobar               |                                                      |
|                        | Mousavi 19' · Ali-Mohammadi 90+1' | Reporte |       | Asistencia: 35 espectadores Árbitro(s): Kim Dong-Jin | Asistencia: 35 espectadores Árbitro(s): Kim Dong-Jin |

#### Grupo B
| Equipo        | Pts | PJ | PG | PE | PP | GF | GC | Dif |
| ------------- | --- | -- | -- | -- | -- | -- | -- | --- |
| UAE           | 9   | 3  | 3  | 0  | 0  | 6  | 2  | +4  |
| Corea del Sur | 6   | 3  | 2  | 0  | 1  | 4  | 2  | +2  |
| Irak          | 3   | 3  | 1  | 0  | 2  | 3  | 5  | -2  |
| Siria         | 0   | 3  | 0  | 0  | 3  | 1  | 5  | -4  |

| 31 de octubre de 2008 | Corea del Sur        | 1 – 0   | Siria | Prince Saud bin Jalawi Stadium, Khobar                    |                                                           |
|                       | Kim Young-Gwon 90+3' | Reporte |       | Asistencia: 750 espectadores Árbitro(s): Hedayat Mombeini | Asistencia: 750 espectadores Árbitro(s): Hedayat Mombeini |

| 31 de octubre de 2008 | Irak          | 1 – 2   | UAE                       | Prince Saud bin Jalawi Stadium, Khobar                     |                                                            |
|                       | Ali Oudah 84' | Reporte | Al-Kamali 65' · Fawzi 75' | Asistencia: 300 espectadores Árbitro(s): Abdulrahman Abdou | Asistencia: 300 espectadores Árbitro(s): Abdulrahman Abdou |

| 2 de noviembre de 2008 | Siria            | 1 – 2   | Irak              | Prince Saud bin Jalawi Stadium, Khobar           |                                                  |
|                        | Omar Al Soma 87' | Reporte | Ali Oudah 51' 61' | Asistencia: 300 espectadores Árbitro(s): Tan Hai | Asistencia: 300 espectadores Árbitro(s): Tan Hai |

| 2 de noviembre de 2008 | UAE                         | 2 – 1   | Corea del Sur    | Prince Saud bin Jalawi Stadium, Khobar                |                                                       |
|                        | Khalil 90+2' · Fardan 90+3' | Reporte | Kim Dong-Sub 28' | Asistencia: 300 espectadores Árbitro(s): Ben Williams | Asistencia: 300 espectadores Árbitro(s): Ben Williams |

| 4 de noviembre de 2008 | Siria | 0 – 2   | UAE                       | Prince Saud bin Jalawi Stadium, Khobar                      |                                                             |
|                        |       | Reporte | Al-Kamali 54' · Fawzi 90' | Asistencia: 150 espectadores Árbitro(s): Hiroyoshi Takayama | Asistencia: 150 espectadores Árbitro(s): Hiroyoshi Takayama |

| 4 de noviembre de 2008 | Corea del Sur                      | 2 – 0   | Irak | Prince Mohamed bin Fahd Stadium, Dammam                     |                                                             |
|                        | Kim Bo-Kyung 23' · Moon Ki-Han 87' | Reporte |      | Asistencia: 400 espectadores Árbitro(s): Valentin Kovalenko | Asistencia: 400 espectadores Árbitro(s): Valentin Kovalenko |

#### Grupo C
| Equipo          | Pts | PJ | PG | PE | PP | GF | GC | Dif |
| --------------- | --- | -- | -- | -- | -- | -- | -- | --- |
| China           | 7   | 3  | 2  | 1  | 0  | 9  | 1  | +8  |
| Corea del Norte | 5   | 3  | 1  | 2  | 0  | 5  | 1  | +4  |
| Tayikistán      | 4   | 3  | 1  | 1  | 1  | 6  | 8  | -2  |
| Líbano          | 0   | 3  | 0  | 0  | 3  | 2  | 12 | -10 |

| 1 de noviembre de 2008 | Corea del Norte                                                       | 4 – 0   | Líbano | Prince Mohamed bin Fahd Stadium, Dammam                     |                                                             |
|                        | An Il-Bom 15' · Jo Jong-Chol 32' · Ri Sang-Chol 64' · Ri Hyong-Mu 90' | Reporte |        | Asistencia: 50 espectadores Árbitro(s): Mahmood Al-Ghatrifi | Asistencia: 50 espectadores Árbitro(s): Mahmood Al-Ghatrifi |

| 1 de noviembre de 2008 | China                                                                                     | 6 – 0   | Tayikistán | Prince Mohamed bin Fahd Stadium, Dammam                    |                                                            |
|                        | Vasiev 19' (a.g.) · Zhou Liao 21' 33' · Zhang Yuan 28' · Cao Yunding 41' · Piao Cheng 45' | Reporte | Kamil 35'  | Asistencia: 200 espectadores Árbitro(s): Mukhtar Al Yarimi | Asistencia: 200 espectadores Árbitro(s): Mukhtar Al Yarimi |

| 3 de noviembre de 2008 | Líbano       | 1 – 3   | China                                            | Prince Mohamed bin Fahd Stadium,, Dammam                    |                                                             |
|                        | Mannaa 45+2' | Reporte | Tan Yang 58' · Hui Jiakang 64' · Zhou Liao 90+1' | Asistencia: 150 espectadores Árbitro(s): Tayeb Shamsuzzaman | Asistencia: 150 espectadores Árbitro(s): Tayeb Shamsuzzaman |

| 3 de noviembre de 2008 | Tayikistán       | 1 – 1   | Corea del Norte | Prince Mohamed bin Fahd Stadium, Dammam                   |                                                           |
|                        | Shohzukhurov 58' | Reporte | An Il-Bom 90+1' | Asistencia: 300 espectadores Árbitro(s): Hedayat Mombeini | Asistencia: 300 espectadores Árbitro(s): Hedayat Mombeini |

| 5 de noviembre de 2008 | Corea del Norte | 0 – 0   | China | Prince Mohamed bin Fahd Stadium, Dammam                    |                                                            |
|                        |                 | Reporte |       | Asistencia: 100 espectadores Árbitro(s): Abdulrahman Abdou | Asistencia: 100 espectadores Árbitro(s): Abdulrahman Abdou |

| 5 de noviembre de 2008 | Tayikistán                                                                         | 5 – 1   | Líbano    | Prince Saud bin Jalawi Stadium, Khobar                       |                                                              |
|                        | Tokhirov 11' · Shohzukhurov 54' (pen.) 90+4' (pen.) · Tukhtasunov 55' · Vasiev 83' | Reporte | Zreik 42' | Asistencia: 200 espectadores Árbitro(s): Mahmood Al-Ghatrifi | Asistencia: 200 espectadores Árbitro(s): Mahmood Al-Ghatrifi |

#### Grupo D
| Equipo     | Pts | PJ | PG | PE | PP | GF | GC | Dif |
| ---------- | --- | -- | -- | -- | -- | -- | -- | --- |
| Australia  | 7   | 3  | 2  | 1  | 0  | 4  | 2  | +2  |
| Uzbekistán | 7   | 3  | 2  | 1  | 0  | 3  | 1  | +2  |
| Tailandia  | 3   | 3  | 1  | 0  | 2  | 3  | 4  | -1  |
| Jordania   | 0   | 3  | 0  | 0  | 3  | 3  | 6  | -3  |

| 1 de noviembre de 2008 | Jordania   | 0 – 1   | Uzbekistán | Prince Saud bin Jalawi Stadium, Khobar                      |                                                             |
|                        | Mirzaev 3' | Reporte |            | Asistencia: 300 espectadores Árbitro(s): Hiroyoshi Takayama | Asistencia: 300 espectadores Árbitro(s): Hiroyoshi Takayama |

| 1 de noviembre de 2008 | Australia                    | 1 – 0   | Tailandia | Prince Saud bin Jalawi Stadium, Khobar                |                                                       |
|                        | Munro 20' · Constantinos 80' | Reporte |           | Asistencia: 150 espectadores Árbitro(s): Kim Dong-Jin | Asistencia: 150 espectadores Árbitro(s): Kim Dong-Jin |

| 3 de noviembre de 2008 | Uzbekistán  | 1 – 1   | Australia     | Prince Saud bin Jalawi Stadium, Khobar                       |                                                              |
|                        | Karimov 37' | Reporte | Minniecon 48' | Asistencia: 250 espectadores Árbitro(s): Mahmood Al-Ghatrifi | Asistencia: 250 espectadores Árbitro(s): Mahmood Al-Ghatrifi |

| 3 de noviembre de 2008 | Tailandia                                      | 3 – 2   | Jordania                                                     | Prince Saud bin Jalawi Stadium, Khobar                     |                                                            |
|                        | Namuangrak 28' · Srichaluang 63' · Nooprom 65' | Reporte | Dardour 60' · Abu Hwaiti 80' · Al-Rawashdeh 87' · Diab 90+3' | Asistencia: 100 espectadores Árbitro(s): Mukhtar Al Yarimi | Asistencia: 100 espectadores Árbitro(s): Mukhtar Al Yarimi |

| 5 de noviembre de 2008 | Tailandia    | 0 – 1   | Uzbekistán | Prince Saud bin Jalawi Stadium, Khobar                      |                                                             |
|                        | Jantakul 72' | Reporte | Musaev 34' | Asistencia: 300 espectadores Árbitro(s): Fareed Ali Mohamed | Asistencia: 300 espectadores Árbitro(s): Fareed Ali Mohamed |

| 5 de noviembre de 2008 | Jordania        | 1 – 2   | Australia                    | Prince Mohamed bin Fahd Stadium, Dammam                   |                                                           |
|                        | Bani Attiah 81' | Reporte | Lujic 40' · Ryall 71' (pen.) | Asistencia: 150 espectadores Árbitro(s): Hedayat Mombeini | Asistencia: 150 espectadores Árbitro(s): Hedayat Mombeini |

### Segunda fase
|  | Cuartos de final    | Cuartos de final |                 |                 | Semifinales     | Semifinales     |  |            | Final           | Final           |  |
|  | 8 de noviembre      | 8 de noviembre   |                 |                 | 11 de noviembre | 11 de noviembre |  |            | 14 de noviembre | 14 de noviembre |  |
|  |                     |                  |                 |                 |                 |                 |  |            |                 |                 |  |
|  |                     |                  |                 |                 |                 |                 |  |            |                 |                 |  |
|  | Japón               | 0                |                 |                 |                 |                 |  |            |                 |                 |  |
|  | Japón               | 0                |                 |                 |                 |                 |  |            |                 |                 |  |
|  | Corea del Sur       | 3                |                 |                 |                 |                 |  |            |                 |                 |  |
|  | Corea del Sur       | 3                |                 | Corea del Sur   | 0               |                 |  |            |                 |                 |  |
|  |                     |                  |                 | Corea del Sur   | 0               |                 |  |            |                 |                 |  |
|  |                     |                  | Uzbekistán      | 1               |                 |                 |  |            |                 |                 |  |
|  | China               | 0                | Uzbekistán      | 1               |                 |                 |  |            |                 |                 |  |
|  | China               | 0                |                 |                 |                 |                 |  |            |                 |                 |  |
|  | Uzbekistán (DP 3-4) | 0                |                 |                 |                 |                 |  |            |                 |                 |  |
|  | Uzbekistán (DP 3-4) | 0                |                 |                 |                 |                 |  | Uzbekistán | 1               |                 |  |
|  |                     |                  |                 |                 |                 |                 |  | Uzbekistán | 1               |                 |  |
|  |                     |                  | Emiratos Árabes | 2               |                 |                 |  |            |                 |                 |  |
|  | Emiratos Árabes     | 1                | Emiratos Árabes | 2               |                 |                 |  |            |                 |                 |  |
|  | Emiratos Árabes     | 1                |                 |                 |                 |                 |  |            |                 |                 |  |
|  | Arabia Saudita      | 0                |                 |                 |                 |                 |  |            |                 |                 |  |
|  | Arabia Saudita      | 0                |                 | Emiratos Árabes | 3               |                 |  |            |                 |                 |  |
|  |                     |                  |                 | Emiratos Árabes | 3               |                 |  |            |                 |                 |  |
|  |                     |                  | Australia       | 0               |                 |                 |  |            |                 |                 |  |
|  | Australia (TE)      | 2                | Australia       | 0               |                 |                 |  |            |                 |                 |  |
|  | Australia (TE)      | 2                |                 |                 |                 |                 |  |            |                 |                 |  |
|  | Corea del Norte     | 1                |                 |                 |                 |                 |  |            |                 |                 |  |
|  | Corea del Norte     | 1                |                 |                 |                 |                 |  |            |                 |                 |  |
|  |                     |                  |                 |                 |                 |                 |  |            |                 |                 |  |

## Campeón
|                                            |
| Campeón Emiratos Árabes Unidos 1.er título |

## Goleadores
| Jugador            | Selección              | Goles |
| ------------------ | ---------------------- | ----- |
| Kensuke Nagai      | Japón                  | 4     |
| Ahmed Khalil       | Emiratos Árabes Unidos | 4     |
| Zhou Liao          | China                  | 3     |
| Ali Oudah          | Irak                   | 3     |
| Kota Mizunuma      | Japón                  | 3     |
| Samad Shohzukhurov | Tayikistán             | 3     |

## Clasificados
| Emiratos Árabes Unidos | Uzbekistán | Corea del Sur | Australia |
| ---------------------- | ---------- | ------------- | --------- |